# The Sand
The Sand, intitolato anche Killer Beach, è un film horror americano del 2015 diretto da Isaac Gabaeff e interpretato da Brooke Butler, Meagan Holder e Mitchel Musso. Almeno una versione dei titoli di testa recita "Killer Beach", ma nei titoli di coda il titolo del film è "The Sand".

## Trama
Un gruppo di amici sta organizzando una festa sulla spiaggia. Due di loro, Vance e Gilbert, trovano una grande palla ricoperta da una strana sostanza vischiosa. Gli amici hanno messo i loro cellulari nel bagagliaio di un'auto per evitare che qualcuno pubblicasse online foto o video compromettenti.
La mattina dopo, due amici, Kaylee e Mitch, si svegliano nella baracca del bagnino. Il fidanzato di Kaylee, Jonah, si sveglia in una decappottabile accanto a Chanda, insieme a Vance e alla sua ragazza, Ronnie. Gilbert si sveglia, incastrato dalla vita in giù in un cassonetto dei rifiuti. Marsha si sveglia a torso nudo, seduta su un tavolo da picnic. Gli altri ragazzi, Heather compresa, non si trovano da nessuna parte.
Marsha scende dal tavolo per andare a cercare Heather ma Kaylee, vedendo un uccello che viene improvvisamente risucchiato nella sabbia, cerca di avvertirla, ma Marsha non la ascolta e viene immediatamente immobilizzata da qualcosa nascosto sotto la spiaggia. Vance, nel tentativo di aiutare Marsha, scende dalla macchina ma cade e, toccando la sabbia, si ritrova con il viso divorato; lui e Marsha vengono trascinati sottoterra. Jonah conclude che la palla rotta della notte scorsa deve essere stata un uovo e che qualunque cosa ne sia uscita si è infilata sotto la sabbia e ha sterminato tutti, compresi Vance, Heather e Marsha.
Il gruppo non può chiamare aiuto perché i loro telefoni sono bloccati in macchina e la batteria è scarica. Dopo alcuni esperimenti per determinare la portata della creatura, Jonah usa due tavole da surf come ponte per raggiungere il tavolo da picnic. Riesce ad arrivare al tavolo, ma non prima che la creatura gli abbia tagliato lo stomaco, lasciandogli una dolorosa ferita da cui inizia a trasudare pus. Osserva che la creatura non si avvicina alle ceneri del falò della notte precedente, il che indica che odia il fuoco. Ronnie e Chanda tentano di recuperare i telefoni dall'auto, ma Ronnie rimane con le dita schiacciate sotto il coperchio del bagagliaio.
Un agente della polizia balneare si dirige verso la spiaggia. Il gruppo lo avverte e poi rimane scioccato nel vederlo camminare sulla sabbia illeso, protetto dagli stivali. Ma quando lascia cadere le chiavi e cerca di recuperarle, la creatura lo divora. Kaylee riesce a recuperare lo spray al peperoncino; Mitch escogita un piano ma cade sulla sabbia, dove la creatura lo uccide.
Kaylee libera le dita di Ronnie dal bagagliaio dell'auto, poi aiuta Chanda a raggiungere Jonah sul tavolo da picnic. Gilbert scopre di essersi tagliato lo stomaco sul bordo del bidone della spazzatura, attirando così la creatura a causa del sangue che cola fuori dal bidone. Ronnie, nel tentativo di raggiungere il tavolo da pic nic, inciampa e viene trascinata sotto la sabbia dalla creatura. Disperata, Chanda mette in pratica il piano di Mitch e corre sulla sabbia verso il pickup del poliziotto con degli asciugamani imbevuti di spray al peperoncino ai piedi. Gilbert viene tirato giù e divorato. La creatura, con tentacoli molto più grandi, colpisce il pickup e, facendo cadere Chanda che sbatte la testa sul cofano, le fa perdere i sensi.
Al calar della notte, Chanda riprende i sensi e trova un canotto autogonfiabile sul tetto del pickup. Kaylee e Jonah lo usano per raggiungere l'auto del poliziotto. Tuttavia, il terreno erutta e un enorme tentacolo luminoso aggredisce Kaylee che riesce a salire sul tetto dell'auto e, dopo aver trovato due taniche di benzina sul portapacchi posteriore, le usa per dare fuoco a uno dei tentacoli. Kaylee, Chanda e Jonah si chiudono nell'auto mentre i tentacoli della creatura la colpiscono. Alla fine gli attacchi cessano; Kaylee e Chanda notano che Jonah è morto a causa delle ferite e cominciano a piangere per la perdita dei loro amici.
Al mattino le ragazze vengono svegliate da un uomo che bussa al finestrino dell'auto. La creatura è scomparsa. Camminano insieme sulla sabbia, traumatizzate, mentre l'uomo chiama un'ambulanza. La creatura, che si è rivelata essere un'enorme medusa, è stata avvistata nell'acqua, diretta verso il imolo di Santa Monica.

## Personaggi
- Kaylee, interpretata da Brooke Butler
- Gilbert, interpretato da Cleo Berry
- Ronnie, interpretata da Cynthia Murell
- Jonah, interpretato da Dean Geyer
- Chanda, interpretata da Meagan Holder
- Mitch, interpretato da Mitchel Musso
- Vance, interpretato da Hector David Jr.
- Marsha, interpretata da Nikki Leigh
- Heather, interpretata da Etalvia Cashin
- Alex, interpretato da Jamie Kennedy
- Uomo senza nome, interpretato da Michael Huntsman

## Distribuzione
Il film è stato distribuito in DVD da Monarch Video il 13 ottobre 2015 negli Stati Uniti.

## Accoglienza
Le recensioni della critica per The Sand sono state contrastanti, con critiche rivolte in particolare agli effetti speciali.
Mike Wilson di Bloody Disgusting ha dato al film una recensione negativa, criticando le performance, i dialoghi e la durata, anche se ha ammesso che gli effetti speciali economici hanno aggiunto un certo fascino e che le scene di morte del film erano inquietanti e ben eseguite. Kim Newman ha scritto nella sua recensione del film: "Sebbene ben recitato, scritto in modo intelligente e ben diretto da Isaac Gabaeff per aumentare la tensione, The Sand soffre di effetti CGI imprecisi - anche gli effetti pratici di mostri/sanguinoleria di bassa tecnologia del Corman d'annata (L'attacco delle sanguisughe giganti) o di Frank Henenlotter nella sua modalità Basket Case - Brain Damage funzionerebbero meglio del pixel-jumble difettoso e da cartone animato che qui passa per un mostro". Naila Scargill di Exquisite Terror ha dato al film una recensione negativa, definendolo "arduo" e ha criticato la mancanza di tempo sullo schermo del mostro del film, così come i personaggi antipatici del film e gli effetti speciali. Matt Boiselle di Dread Central ha assegnato al film due stelle su cinque, scrivendo: " The Sand potrebbe essere un buon film per una veglia di mezzanotte in cui la buffonata è felicemente abbracciata e il bisogno di divertimento con le creature è benvenuto; tuttavia, una volta che sorge il sole, è meglio trovare molta ombra da questo disastro solare".
In alternativa, Michael Therkelsen dell'Horror Society ha valutato il film con un punteggio di otto su dieci, definendolo "un bel momento kitsch", notando anche che gli effetti speciali economici del film non si adattavano al resto del film. Jennie Kermode di Eye for Film ha dato al film tre stelle e mezzo su cinque, elogiando il ritmo veloce del film e i personaggi simpatici, scrivendo: "Ci vuole abilità per far sì che una creatura banale funzioni bene. The Sand è molto più intelligente di quanto sembri in superficie. Dagli tempo e ti catturerà." Kat Hughes di The Hollywood News ha offerto al film elogi simili, scrivendo: "The Sand prende un'idea sciocca e in qualche modo la fa funzionare, aiutato molto dal fatto che ha secchi di fascino".
Il film è stato anche paragonato a Blood Beach, un film del 1981 con una premessa simile.